# هاريلال غاندي
هاريلال غاندي ( 1888- 18 يونيو 1948) هو الابن الأكبر للزعيم الهندي مهاتما غاندي ولد سنة 1888. تلقى تعليما إنجليزيا في العلوم الطبية. في مايو 1936 ، اعتنق الإسلام علنًا عن عمر يناهز 48 عامًا وأطلق على نفسه اسم عبد الله غاندي. نزل خبر اعتناقه للدين الإسلامي سنة 1930 كالصاعقة على الهند وعلى والده أيضاً حيث كانت العلاقة بينهما متوترة. ومع ذلك يرى فيه الباكستانيون رمزاً للعدالة والشجاعة والإنصاف ويبقى سبب دخوله الإسلام من أكثر الألغاز التي تحير الهندوس. ومع ذلك ، في وقت لاحق في عام 1936 ، بناءً على طلب والدته كاستوربا غاندي ، عاد إلى الهندوسية واعتمد اسمًا جديدًا ، هيرالال.
توفي بمرض السل سنة 1948 أشهرا قليلة بعد وفاة أبيه.